# 로봇 미들웨어
로봇 미들웨어는 하드웨어인 로봇이 다른 종류의 기계들(예:PDA,컴퓨터)과 통신 혹은 기계들을 제어 하기 위한 프로그램이다. 로봇 미들웨어는 기계어로 작동되는 로봇 자신을 통제하면서 외부의 연결을 받고 그것의 기계어 혹은 스크립트 형식의 명령을 받아들이고 자신의 상태, 작업 결과를 반환해주는 프로그램이라 할 수 있다. 프로그램 계층에서는 이름 그대로 네이티브 수준 바로 위의 것이기 때문에 프로그래머는 최상위 계층 언어만 사용해서 하드웨어에 관한 직접적인 이해가 없이 기계어를 쓰지 않고 프로그래밍할 
수 있다.